# Jožef Bernik
Jožef Bernik (ur. 13 kwietnia 1924 w Puštalu, zm. 14 października 2011) – słoweński prawnik i polityk, parlamentarzysta, kandydat w wyborach prezydenckich.

## Życiorys
Ukończył szkołę średnią w Lublanie, w trakcie II wojny światowej pracował jako urzędnik. W 1945 przez Austrię wyemigrował do Włoch, studiował prawo i dziennikarstwo w Rzymie, następnie ekonomię w Madrycie. Wyjechał następnie do Stanów Zjednoczonych, gdzie w 1960 doktoryzował się w zakresie prawa. Do czasu przejścia w 1989 na emeryturę był zatrudniony w koncernie farmaceutycznym Abbott Laboratories.
Po przemianach politycznych z początku lat 90. wstąpił do Słoweńskich Chrześcijańskich Demokratów. Był jednym z inicjatorów, wiceprzewodniczącym i przewodniczącym Svetovni slovenski kongres, światowego kongresu Słoweńców. W 1997 wystartował w wyborach prezydenckich jako kandydat chadeków i SDSS. W głosowaniu z 23 grudnia 1997 zajął trzecie miejsce, poparło go 9,5% głosujących. W 2000 uzyskał natomiast mandat posła do Zgromadzenia Państwowego z ramienia powstałej w tym samym roku Nowej Słowenii.